# Zetor
Zetor er en tjekkisk producent af landbrugsmaskiner, grundlagt i 1946 og baseret i Brno. Siden 2002 har den eneste aktionær været et slovakisk selskab, HTC Holdings.
Virksomheden fremstiller traktorer og traktorkomponenter såsom motorer og transmissioner. Zetor var den første producent, der udviklede og producerede sikkerhedsførerhuse til traktorer.
Zetor Crystal blev introduceret i 1968 som verdens første traktor fra en større producent med et væltesikkert førerhus, som også var lydisoleret, opvarmet og stød- og vibrationsdæmpet.
I 2022 fremstiller Zetor seks modelserier. I udlandet har Zetor distributører i blandt andet Nordamerika, Storbritannien, Frankrig, Tyskland, Polen og Indien.

## Galleri
| - Hovedkontor og modeller gennem tiden - Zetors hovedkontor i Brno. - Zetor 25 produceret 1946-1949 - Zetor 25 (1954) - Zetor Diesel 3011 (1964) - Zetor 2011 (1967) - Zetor 6011 (1980–1984) - Zetor 7245 (1988) - John Deere 2800 bygget af Zetor (1993–1998) - Zetor Forterra 9641 (2007–2009) - En Zetor 5748 − klar til brug i skoven - Zetor Crystal 160 - Zetor 10641 Forterra |